# Michel Granger (mathématicien)
Pour les articles homonymes, voir Michel Granger.
Michel Granger, de son nom d'état-civil Jean-Michel Granger, est un mathématicien français né le 29 juin 1950, spécialiste en géométrie algébrique, en particulier des D-modules. Il a notamment été vice-président de la Société mathématique de France.

## Biographie
Entré major à l'École normale supérieure de Paris à l'âge de 19 ans, il soutient en 1981 à l'Université de Nice Sophia Antipolis une thèse de doctorat d'État intitulée « Géométrie des Schémas de Hilbert Ponctuels » sous la direction de Frédéric Pham et Joël Briançon. Il est membre du conseil d'administration de la Société mathématique de France et a été vice-président du bureau de 2007 à 2011. Il est également membre de la CFEM (Commission Française de l'Enseignement des mathématiques). Attaché à l'enseignement, il a encadré plusieurs étudiants en thèse, et a participé à des consultations institutionnelles au sujet de l'enseignement des mathématiques dans le secondaire.
Il a été directeur du Laboratoire Angevin de Recherche en Mathématiques (LAREMA) de 1996 à 2004 puis directeur du GDR 2945, singularités et applications de 2006 à 2013. Ses sujets de recherche concernent principalement la géométrie algébrique, et notamment la théorie des D-modules et des singularités.
Il est membre de l'équipe française au sein du projet franco-allemand SISYPH (Mirror SYmmetry and irregular SIngularities coming from PHysics), ainsi que du projet SEDIGA (Singularités d'Équations DIfférentielles en Géométrie Algébrique).
Il est professeur émérite à l'Université d'Angers depuis 2016.

## Publications
(octobre 2016).
- avec F.J. Castro-Jimenez : Gevrey expansions of hypergeometric integrals I , arXiv:1212.1410. Février 2013, International Mathematical research notices.
- avec David Mond et Mathias Schulze : Partial normalizations of Coxeter arrangements and discriminants. Volume "To the seventy-fifth anniversary of Vladimir Igorevich Arnold" Moscow Mathematical journal. Volume 12 (2012), Number 2[11]
- avec David Mond et Mathias Schulze : Free divisors in prehomogeneous vector spaces, Proc. London Math. Soc. (2011) 102(5) : 923-950.
- avec Mathias Schulze : On the symmetry of b-functions of linear free divisors. arXiv:0807.0560 . Publ. RIMS Kyoto Univ. 46 (2010), 479-506.
- avec David Mond, Alicia Nieto et Mathias Schulze : Linear free divisors., Annales de l’institut Fourier, tome 59 , 2009, (2), 811—850.
- avec Mathias Schulze : Initial logarithmic Lie algebras of hypersurface singularities, arXiv:0807.1916, Journal of Lie Theory, Volume 19, 2009, pp 209-221.
- avec F.J. Castro-Jimenez : A flatness property for filtered D-modules., Publications du RIMS, Kyoto Univ. 43 (2007), 121-141.
- avec Mathias Schulze : Quasihomogeneity of isolated singularities and logarithmic cohomology., Manuscripta Mathematica 121,411-416 (2006), published online 26/08/2006.
- avec Mathias Schulze : On the formal structure of logarithmic vector fields., Compositio Mathematicae 142 (2006), 765-778.
- avec T. Oaku et N. Takayama : Tangent cone algorithm for homogenized differential operators. - colloque MEGA (Kaiserslautern Juin 2003)- Journal of Symbolic Computation, 39 (2005), p 417-431.
- avec T. Oaku : Minimal filtered free resolutions for analytic D-modules., Journal of Pure and Applied Algebra, 191 (2004) 157-180.
- avec J. Briançon : Sur le théorème de connexité de A.Grothendieck., Expositiones Mathematicae. 21 (2003) : 151-169.
- avec A. Assi et F.J. Castro-Jimenez. The standard fan of an analytic D-module. (Avec F.J. Castro-Jimenez), JPAA ; num 164, (2001) pp 3-31.
- Géométrie des schémas de Hilbert Ponctuels (1983)[12]
- avec Mathias Schulze : Dual logarithmic residues and free complete intersections (2012) [13]